# 大有卦

大有卦

大有卦，簡稱大有，為六十四卦之中的第十四卦。上卦是離卦，代表火，就是☲；下卦是乾卦，代表天，就是☰。所以，大有卦就畫成䷍。為方便記住卦象，有個名叫火天大有。

## 卦辭
元亨。
彖曰：大有，柔得尊位，大中而上下應之，曰大有。其德剛健而文明，應乎天而時行，是以元亨。
象曰：火在天上，大有﹔君子以遏惡揚善，順天休命。

## 爻辭
初九：無交害，匪咎，艱則無咎。
九二：大車以載，有攸往，無咎。
九三：公用亨於天子，小人弗克。
九四：匪其彭，無咎。
六五：厥孚交如，威如﹔吉。
上九：自天佑之，吉無不利。